# Касавули, Кэтрин
Кэтрин Киза Касавули (англ. Catherine Kiza Kasavuli; 17 июня 1962 — 29 декабря 2022) — кенийская журналистка и ведущая новостей. Касавули была первой женщиной ведущей новостей в Кении и ранее работала на других телевизионных станциях, включая Кенийскую вещательную корпорацию, Гражданское телевидение и Кенийскую телевизионную сеть.

## Карьера
Касавули начала свою карьеру в качестве диктора непрерывного радио в 1980 году в «Голосе Кении». Касавули не имела предварительной профессиональной подготовки и через два года после начала работы поступила в Кенийский институт массовых коммуникаций. В марте 1990 года Кэтрин стала частью команды основателей Кенийской телевизионной сетью, первой частной телевизионной станции в стране. Она стала первой ведущей телеканала, которая вышла в прямой эфир, что является переходом от предыдущего формата предварительной записи. Помимо того, что Касавули была телеведущей, она озвучивала рекламные ролики, чтобы увеличить свой заработок.
Проработав в Кенийской телевизионной сети 17 лет, Касавули покинула станцию в 2007 году, чтобы присоединиться к Citizen TV, принадлежащему Royal Media Services. Она ушла вместе с другими известными ведущими новостей, такими как Свале Мдое и Луис Отьено. Позже она занимала должность менеджера по корпоративным вопросам в Royal Media Services, материнской компании Citizen TV. В 2015 году Касавули ушла из центра внимания, чтобы работать за экранами.
Однако ближе к концу июля 2021 года, спустя восемь лет после ухода с телевидения, Касавули вернулась и подписала контракт с Кенийской вещательной корпорацией, где она вела новости выходного дня. В интервью после своего возвращения она заявила: «Я хотела приехать в Кенийскую вещательную корпорацию, чтобы обучать ведущих и оттачивать их навыки, но никогда не ожидала предложения такого масштаба». Несмотря на свою известность на публике и в отличие от своих преемников в кенийском медиапространстве, тихая и всегда улыбающаяся ведущая предпочитала держать свою личную жизнь в секрете.

## Личная жизнь
У Касавули был один сын, Мартин, который родился в 1981 году. Кэтрин, как сообщается, заявила, что ей пришлось оставить его дома, чтобы заняться своей карьерой, и сожалела, что пропустила ранние моменты его детства. После ухода с телевидения она основала компанию Kasavuli Media Group Limited, которая владеет несколькими дочерними компаниями, включая учебную школу для вещателей. Она умерла 29 декабря 2022 года в возрасте 60 лет от рака шейки матки в Национальной больнице Кениата в Найроби, Кения, куда она была госпитализирована и проходила лечение с октября 2022.